# Любов у квадраті знову
Любов у квадраті знову (англ. Squared Love All Over Again) — польська романтична комедія 2023 року режисера Філіпа Зільбера за сценарієм Віктора Пьонтковського та Марзанни Політ з Адріанною Хлебіцькою, Матеушем Банасюком та Мірославом Бакою в головних ролях. Продовження фільму 2021 року «Любов у квадраті». Дія й цього фільму розгортається у польській столиці Варшаві, де вчителька, що одружилася з колись популярним журналістом, стає відомою телевізійною ведучою, через що їх романтичні стосунки у шлюбі сходять нанівець. Фільм випустила Netflix напередодні 14 лютого 2023 року.

## Сюжет
Відразу після одруження відомого журналіста з шкільною вчителькою у них був щасливий шлюб. Вони думала, що такі стосунки будуть назавжди. Однак, одного дня все змінилося. Стефан Ткачик втратив роботу, з ним розірвали контракт. А Моніка Грабарчик, крім улюбленої роботи вчителькою школи, одержала пропозицію вести дитяче телевізійне шоу, що стало мегапопулярним. З часом у них поступово згасала пристрасть. А від того, що чоловік постійно перебував удома, а дружина розривалася між двома роботами, кількість проблем у стосунках з кожним разом тільки зростала. Вже скоро, їхні стосунки починають переживати не найкращі часи. Утім, до них поступово до них прийшло усвідомлення того, що подружжя повинні боротися за свої стосунки, якщо вони, звичайно, хочуть їх зберегти. Це буде найскладніше і найвідповідальніше випробування в їхньому житті, яке вони просто зобов'язані пройти разом. Однак, обрати, між роботою і кар'єра та щирими почуттями й стосунками, не таж вуже й легко.

## У ролях
- Адріанна Хлебічка — Моніка Грабарчик, телеведуча на польському телебаченні, вчителька школи
- Матеуш Банасюк — Стефан Ткачик «Енцо»
- Миколай Рознерський — Рафал Вишневський
- Томаш Каролак — директор школи
- Кшиштоф Чечот — Яцек Щепанський
- Мирослав Бака — батько Моніки
- Моніка Кшивковська — Олександра, власниця машини, яку ремонтував батько Моніки
- Гелена Мазур — Аня
- Яцек Кнап — Анджей
- Яцек Кнап — Анджей Ткачик
- Єва Колашинська — вчителька
- Ізабелла Дабровська — вчителька
- Себастьян Станкевич — Вісєк
- Ярослав Боберек — режисер
- Миколай Чеслак — продюсер Кшиштоф
- Майя Гірш — керівниця
- Іво Райський — Казік Малиновський
- Вероніка Вархол — помічниця
- Шимон Рошак — технік
- Каміль Шклани — оператор